# Ryan Gravenberch
Ryan Jiro Gravenberch (Amszterdam, 2002. május 16. –) holland válogatott labdarúgó; középpályás. A Premier League-ben szereplő Liverpool játékosa.

## Pályafutása

### Ajax

#### Ifjúsági karrier
Az Ajax sajátnevelésű játékosa, mindössze nyolc esztendősen csatlakozott az ifjúsági együtteshez.
2018. június 7-én elnyerte a 'Abdelhak Nouri trófeát' amely serleget a legjobb tehetségek kapják. Ezen a napon aláírta első profi szerződését, amely 2021-ig szólt. Augusztus végén mutatkozott be a Jong Ajax csapatában, egy 5–2-s  FC Dordrecht elleni másodosztályú találkozón.

#### A felnőttcsapatban
Szeptember 23-án debütált, egy 3–0-s PSV Eindhoven elleni idegenben elvesztett mérkőzésen. Három nappal később szerezte első gólját, a Te Werve elleni kupamérkőzésen. Ezzel minden idők legfiatalabb Ajax játékosa, és gólszerzője lett: előbbit; 16 évesen és 130 naposan, utóbbit; 16 évesen és 133 naposan döntötte meg. Mindkét esetben Clarence Seedorf rekordját írta felül.
2020. február 27-én volt az első nemzetközi kupaszereplése az Európa Liga kieséses szakaszában, a Getafe CF ellen.
Majd a következő, 2020/21-es idényben lépett pályára először a Bajnokok Ligájában, a Liverpool FC ellen 0–1-re elvesztett csoportköri találkozón.
November 25-én szerezte első találatát ebben a kupasorozatban, az FC Midtjylland ellen.
2021. augusztus 7-én a Holland Szuperkupában először lépett pályára, a PSV Eindhoven ellen.
Augusztus 29-én szerezte a 10. gólját a Vitesse elleni 5–0-s találkozó 43. percében.
2022. április 9-én játszotta 100. mérkőzését az Ajax színeiben a Sparta Rotterdam elleni 2–1-re nyert bajnokin.

### Bayern München
2022. június 13-án igazolt át a patináns német csapathoz, mellyel 2027-ig kötöttek szerződést.
Július 30-án debütált a csapatban az RB Leipzig elleni 5–3-ra nyert idegenbeli DFL-Supercupa mérkőzésen, a második félidő 68. percében Thomas Müller-t váltva.
Augusztus 5-én lépett pályára életében először Bundesliga mérkőzésen az Eintracht Frankfurt elleni 6–1-re megnyert idegenbeli bajnokin.
Az első gólját Bayern színekben az első német kupa mérkőzésén jegyezte a Viktoria Köln ellen, majd gólpasszal is hozzájárult a győzelemhez.

### Liverpool
2023. szeptember 1-jén igazolták le 40 millió euróért a Bayern München együttesétől.
Szeptember 16-án debütált a Wolverhampton vendégeként, a 3–1-es győztes bajnoki utolsó perceiben csereként áll be Mohamed Szaláht váltva. A következő héten kezdőként pályára lépett az Európa Ligában, és megszerezte az első gólpasszát a LASK Linz elleni 3–1-es találkozón. Október 5-én hazai közönség előtt szerezte meg első gólját a klub színeiben, a Royale Union Saint-Gilloise elleni 2–0-ás Európa Liga csoportmérkőzésen. A második gólját szintén az Európa ligában szerezte, a francia Toulouse ellen 5–1-re megnyert találkozón.
December 17-én játszotta karrierje  200. mérkőzését a Manchester United elleni 0–0-ra végződő bajnokin.

## Válogatott karrier

### Hollandia
Tagja volt annak az U17-es utánpótlás-válogatottnak, amellyel megnyerték a 2018-as U17-es Európa Bajnokságot.
2020 novemberében Frank de Boer hívta be az A válogatottba, Tonny Vilhena helyett, mivel pozitív koronavírustesztet produkált.
2021. március 24-én lépett először pályára egy világbajnoki selejtező mérkőzésen Törökország ellen.
Május 26-án beválogatták a 2020-as Európa Bajnokság utazó keretébe.
Június 6-án szerezte meg első gólját a Grúzia elleni barátságos mérkőzésen.

## Magánélete
Hollandiában született, és suriname származású.
Van egy idősebb testvére, Danzell Gravenberch szintén profi labdarúgó.

## Statisztika
2023. december 17-i állapot szerint
| Klub             | Szezon           | Bajnokság        | Bajnokság | Bajnokság | Kupa  | Kupa  | Ligakupa | Ligakupa | Nemzetközi | Nemzetközi | Egyéb | Egyéb | Összes | Összes |
| Klub             | Szezon           | Liga             | Mérk.     | Gólok     | Mérk. | Gólok | Mérk.    | Gólok    | Mérk.      | Gólok      | Mérk. | Gólok | Mérk.  | Gólok  |
| ---------------- | ---------------- | ---------------- | --------- | --------- | ----- | ----- | -------- | -------- | ---------- | ---------- | ----- | ----- | ------ | ------ |
| Jong Ajax        | 2018/19          | Eerste Divisie   | 27        | 2         | —     | —     | —        | —        | —          | —          | —     | —     | 27     | 2      |
| Jong Ajax        | 2019/20          | Eerste Divisie   | 17        | 6         | —     | —     | —        | —        | —          | —          | —     | —     | 17     | 6      |
| Jong Ajax        | Összesen         | Összesen         | 44        | 8         | —     | —     | —        | —        | —          | —          | —     | —     | 44     | 8      |
| Ajax             | 2018/19          | Eredivisie       | 1         | 0         | 1     | 1     | —        | —        | 0          | 0          | —     | —     | 2      | 1      |
| Ajax             | 2019/20          | Eredivisie       | 9         | 2         | 2     | 1     | —        | —        | 1          | 0          | 0     | 0     | 12     | 3      |
| Ajax             | 2020/21          | Eredivisie       | 32        | 3         | 4     | 1     | —        | —        | 11         | 1          | —     | —     | 47     | 5      |
| Ajax             | 2021/22          | Eredivisie       | 30        | 2         | 3     | 1     | —        | —        | 8          | 0          | 1     | 0     | 42     | 3      |
| Ajax             | Összesen         | Összesen         | 72        | 7         | 10    | 4     | —        | —        | 20         | 1          | 1     | 0     | 103    | 12     |
| Bayern München   | 2022/23          | Bundesliga       | 24        | 0         | 2     | 1     | —        | —        | 6          | 0          | 1     | 0     | 33     | 1      |
| Bayern München   | 2023/24          | Bundesliga       | 1         | 0         | —     | —     | —        | —        | —          | —          | 0     | 0     | 1      | 0      |
| Bayern München   | Összesen         | Összesen         | 25        | 0         | 2     | 1     | —        | —        | 6          | 0          | 1     | 0     | 34     | 1      |
| Liverpool        | 2023/24          | Premier League   | 12        | 0         | 0     | 0     | 2        | 0        | 5          | 2          | —     | —     | 19     | 2      |
| Liverpool        | Összesen         | Összesen         | 12        | 0         | 0     | 0     | 2        | 0        | 5          | 2          | 0     | 0     | 19     | 2      |
| Karrier összesen | Karrier összesen | Karrier összesen | 153       | 15        | 12    | 5     | 2        | 0        | 31         | 3          | 2     | 0     | 200    | 23     |

Jegyzetek
1. 1 2  Mérkőzése(i) az Európa Ligában
2. ↑  Mérkőzése(i) a Bajnokok Ligájában (hat mérkőzés; egy gól) és az Európa Ligában (öt mérkőzés a Play off-ban)
3. 1 2  Mérkőzése(i) a Bajnokok Ligájában
4. ↑  Mérkőzése(i) a Holland Szuperkupában
5. 1 2  Mérkőzése(i) a DFL-Supercup-ban

### A válogatottban
2023. április 17-i állapot szerint.
| Hollandia | Hollandia | Hollandia |
| Év        | Mérk.     | Gólok     |
| --------- | --------- | --------- |
| 2021      | 10        | 1         |
| 2022      | 1         | 0         |
| Összesen  | 11        | 1         |

## Sikerei, díjai

### Klubcsapatban

#### Ajax
- Eredivisie: 2018–19, 2020–21, 2021–22
- KNVB Cup: 2018–19, 2020–21[17]

#### Bayern München
- Német szuperkupa: 2022

### Nemzetközi

#### Hollandia U17
- U17-es Európa Bajnokság: 2018

### Egyedi
- Ajax Talent of the Future (Abdelhak Nouri Award): 2018[18]
- Ajax Talent of the Year (Marco van Basten Award): 2021[19]
- Dutch Football Talent of the Year: 2020–21[20]